# Поклонница
«Поклонница» — художественный фильм режиссёра Виталия Мельникова, ставший его последней работой.  Романтическая драма, основанная на истории взаимоотношений А. П. Чехова и начинающей писательницы Лидии Авиловой. Производство «Ленфильм», Россия. Съемки фильма, по словам режиссёра, продолжались три года. Премьера состоялась 24 января 2012 (Дом Кино, Санкт-Петербург).

## Сюжет
В основе сценария подлинные события — воспоминания героев, их переписка (подлинность романа ставится некоторыми литературоведами и историками под сомнение). Молодая писательница Лидия Авилова встречается со знаменитым уже Антоном Чеховым. Между ними возникает сперва взаимная симпатия, а постепенно и любовь. Лидия на несколько лет моложе писателя, имеет супруга, троих детей и страдает «болезнью интеллигентности», которой подвержен и Антон Павлович. К тому же он как врач знает, что неизлечимо болен.

## В ролях
- Кирилл Пирогов — Антон Павлович Чехов
- Светлана Иванова — Лидия Авилова
- Олег Табаков — Николай Лейкин
- Иван Краско — Лев Толстой
- Олег Андреев — Михаил Авилов
- Артём Яковлев — Алекс
- Светлана Крючкова — писательница
- Алексей Девотченко — Альфред Гной
- Оксана Мысина — поэтесса
- Зоя Буряк — Пелагея, прислуга Авиловых
- Михаил Морозов — Собейко
- Ольга Самошина — жена Лейкина
- Александра Сычевская — Верка
- Пётр Журавлёв — Николай Николаевич Оболонский
- Владимир Матвеев — цензор
- Владимир Колганов — Константин Станиславский
- Сергей Барковский — редактор газеты «Смех и грех»
- Ольга Медынич — Лилина

## Отзывы
- Режиссёр о работе над фильмом:

Менее года назад я завершил картину «Поклонница» о Чехове, о чём с благодарностью вспоминаю. Хотя работа была трудной и унизительной, поскольку фильм снимался при полном безденежье. Артисты работали в надежде на то, что когда-нибудь их труд оплатят.— 
- Олег Табаков:

Даже в роли Лейкина в фильме про Чехова стоит сниматься. Ну и, конечно, стоит сниматься, потому что это делает Виталий Мельников, один из немногочисленных оставшихся в российском кинематографе режиссёров, любящих, знающих и умеющих снимать кино. Такая приятная радость возвращения к Мельникову! Как говорится, наши «группы крови» идентичны.— 

## Съёмочная группа
- Автор сценария: Виталий Мельников
- Режиссёр: Виталий Мельников
- Оператор: Сергей Астахов
- Художник: Александр Загоскин
- Композитор: Игорь Корнелюк
- Звукорежиссёр: Игорь Терехов

## Награды
- Коллектив авторов полнометражного художественного фильма «Поклонница» — О. В. Аграфенина, А. А. Загоскин, Л. П. Конникова, И. Е. Корнелюк, В. В. Мельников — удостоен премии Правительства Санкт-Петербурга в области литературы, искусства и архитектуры за 2011 год[6].
- XX Фестиваль российского кино «Окно в Европу»[7]:
  - Приз «Золотая ладья»
  - Приз президента фестиваля — режиссёру Виталию Мельникову
- Фестиваль русского кино в Тунисе — приз зрительских симпатий[8]
- XVIII Российский кинофестиваль «Литература и кино-2012»[9]:
  - Приз за лучший фильм фестиваля — Гран-при «Гранатовый браслет»
  - Приз зрительских симпатий имени народной артистки СССР Клары Лучко